# Tom Ward
Tom Ward (* 11. Januar 1971 in Swansea, Wales) ist ein britischer Schauspieler.

## Leben
Tom Ward wurde als Sohn des walisischen Poeten John Powell Ward und seiner Frau Sara Ward geboren. Er hat einen Bruder namens Tristan. Ward besuchte renommierte Schulen in Oxford und Canterbury. Am Lincoln College in Oxford studierte er Philosophy & Economics, wo er auch Mitglied der Dramagruppe war, was ihn letztlich dazu bewog, sich als Schauspieler zu versuchen. 
Er spielte in einer ganzen Reihe von Filmen und Fernsehserien mit. Seine wohl bekannteste Rolle ist die des Dr. Harry Cunningham, welche er langzeitig in der populären Serie Gerichtsmediziner Dr. Leo Dalton verkörperte. 2005 war er in der BBC-Quizshow Celebrity Masterminds einer der Gewinner.
Privat betreibt Ward neben seiner Schauspielkarriere noch Hobbys wie Singen, Tanzen und Saxophon spielen. Zudem trat er schon einmal für Großbritannien im Fechten an. Ward ist seit 2001 mit der Journalistin Emily Hohler verheiratet, mit welcher er in Oxford lebt und drei Kinder hat.

## Filmografie
- 1991: Lethal Justice
- 1991: The Storyteller (Fernsehserie, Episode 1x01)
- 1995: Stolz und Vorurteil (Pride and Prejudice, Fernsehserie, Episode 1x02)
- 1996: Island (Miniserie)
- 1996: The Fortunes and Misfortunes of Moll Flanders (Fernsehfilm)
- 1998: Vanity Fair – Jahrmarkt der Eitelkeit (Vanity Fair, Fernsehserie, 4 Episoden)
- 1999: Plunkett & Macleane – Gegen Tod und Teufel (Plunkett & Macleane)
- 1999: Warriors – Einsatz in Bosnien (Warriors, Fernsehfilm)
- 2000: Anna Karenina (Miniserie)
- 2000: Quills – Macht der Besessenheit (Quills)
- 2001: Love in a Cold Climate (Miniserie)
- 2001: The Infinite Worlds of H.G. Wells (Miniserie)
- 2001: Inspector Barnaby (Midsomer Murders, Fernsehserie, Episode 4x02)
- 2001: Die vergessene Welt (The Lost World, Fernsehfilm)
- 2001: Red Cap (Fernsehfilm)
- 2002: The Heart of Me
- 2002–2012: Gerichtsmediziner Dr. Leo Dalton (Fernsehserie, 96 Episoden)
- 2003: Ready When You Are, Mr McGill (Fernsehfilm)
- 2004: Hawking – Die Suche nach dem Anfang der Zeit (Hawking, Fernsehfilm)
- 2007: Instinct (Fernsehfilm)
- 2010: Agatha Christie’s Marple (Fernsehserie)
- 2012: Doctor Who (Fernsehserie)
- 2013: Death in Paradise (Fernsehserie, Episode 2x01)
- 2015–2017: The Frankenstein Chronicles